# Barranc de Coma Palomera
El Barranc de Coma Palomera, és un barranc del terme de la Torre de Cabdella, dins de l'antic terme primigeni d'aquest municipi. S'origina al vessant est de les Raspes del Corral de Taüll, a la Coma Palomera, i davalla cap al sud-est fins a trobar el riu de Filià.